# THQ
THQ Inc. était un éditeur et un développeur américain de jeux vidéo. La société fut fondée en avril 1990 par Jack Friedman et basée à Agoura Hills, en Californie.
L'entreprise ferme en 2013 à la suite de sa faillite de décembre 2012, et après avoir vendu ses studios et ses franchises phares.
THQ possédait des bureaux en Amérique du Nord, en Europe et en Asie-Pacifique.
THQ a publié la quasi-totalité des titres de NewKidCo au Japon car la société n'y avait pas de bureau.

## Historique

### Historique et fondation (1990-1999)
THQ Inc. a été fondée par Jack Friedman, cofondateur de LJN, en avril 1990,. "THQ"  est l'acronyme de Toy HeadQuarters.
En septembre 1990, THQ a acquis New Ventures, une division de Broderbund. 
En 1991, Trinity Acquisition Corp. a accepté d'acquérir et de fusionner avec THQ. L'opération consistait en un échange d'actions évalué à environ 33 millions de dollars, les actionnaires de THQ détenant 51,7 % de la nouvelle entité. Le nom de THQ a été conservé pour la nouvelle société et Friedman en a été nommé président. 
En 1993, THQ a ensuite acquis le développeur de jeux vidéo Black Pearl Software de Chicago. Après l'acquisition, THQ a utilisé le nom de Black Pearl Software pour ses jeux Sega, tandis que le nom de Malibu Games a été utilisé pour les jeux Nintendo.
En 1994, THQ se retire entièrement de l'industrie du jouet  pour se focaliser uniquement sur la production de jeux vidéo. 
En 1995, Jack Friedman quitte la société pour cofonder le fabricant de jouets Jakks Pacific. 
Lors du Consumer Electronics Show de l'hiver 1995, l'entreprise signe un accord avec Electronic Arts pour développer des jeux pour leurs consoles de salon 16 bits et 8 bits et leurs titres portables. C'est à ce moment précis que le nom Black Pearl Software sera utilisé pour les jeux 8 bits et 16 bits tandis que THQ a introduit la marque Kokopeli Digital Studios pour ses jeux 32 bits. 
En 1997, THQ a été réincorporé en tant que société du Delaware.
En 1999, la boite acquiert le développeur de jeux vidéo Pacific Coast Power & Light de San Jose et signe un accord pour publier les jeux vidéo Power Rangers. Cette même année, elle contracte un accord de licence avec le développeur de jeux britannique Codemasters afin de proposer ses titres sur le marché des ordinateurs de poche.

### Croissance de l'entreprise et acquisitions (2000-2009)
En février 2000, THQ affronte un recours collectif pour violation des lois fédérales sur la sécurité en raison de la non-divulgation d'informations importantes. En septembre de la même année, la société a étendu ses capacités internes de développement de produits avec l'acquisition de Volition, situé à Champaign, dans l'Illinois. Depuis lors, le système de studios internes de THQ s'est développé pour atteindre onze studios à travers le monde avec des capacités distinctes sur toutes les plateformes de jeu viables. Certains de ces studios, tels que Relic Entertainment, Vigil Games, Blue Tongue Entertainment, Juice Games, Kaos Studios et Volition, ont travaillé sur des jeux destinés aux consoles de nouvelle génération ainsi qu'aux PC. THQ a ensuite racheté Vigil Games en 2006.
En 2000, la société a signé un accord avec Fox Interactive pour porter cinq de ses titres sur le marché du Game Boy Color, comme la franchise Croc. En 2001, THQ contracte un accord étendu avec Nickelodeon pour développer des jeux vidéo basés qui concerne leurs franchises ainsi que les droits de jeu sur ordinateur de Rugrats, SpongeBob SquarePants et Rocket Power et les droits sur console et ordinateur d'autres émissions de Nickelodeon comme Jimmy Neutron : Boy Genius et The Wild Thornberrys. L'accord implique également les jeux basés sur des propriétés intellectuelles originales à l'instar de Tak and the Power of Juju, avec la possibilité que THQ lance d'abord un jeu pour ensuite créer un dessin animé sur Nickelodeon.
Le 10 mai 2007, THQ a annoncé les chiffres de vente et les bénéfices nets les plus élevés de son histoire pour l'année fiscale qui s'est terminée le 31 mars. Les revenus de THQ ont atteint plus d'un milliard de dollars. En mars 2008, THQ a annoncé le développement du tout premier jeu de pom-pom girls au monde utilisant la Wii Balance Board,. Peu de temps après, le 3 novembre 2008, la société a fermé cinq de ses studios internes : Paradigm Entertainment, Mass Media Inc, Helixe, Locomotive Games et Sandblast Games. 
En 2009, l'énorme baisse des ventes a incité THQ à élaborer un plan stratégique visant à réduire les coûts annuels de 220 millions de dollars d'ici 2010 et à investir dans "des paris moins nombreux et plus intéressants". Auparavant, en 2007, THQ avait réalisé un bénéfice de 68 millions de dollars et un chiffre d'affaires d'un milliard de dollars, ce qui le plaçait à la portée de son rival Activision. Même si les critiques sont favorables, beaucoup de ses jeux à gros budget se sont mal vendus lors de la récession économique a frappé. En effet, sa part de marché concernant les jeux pour enfants basés sur les émissions de télévision de Nickelodeon et les films de Pixar s'est affaiblie : les enfants se tournent vers les jeux en ligne gratuits jouables sur Internet. Avec des actions en baisse de 86 % par rapport à l'année précédente et une valeur marchande de seulement 173 millions de dollars, THQ avait la possibilité d'être rachetée par d'autres sociétés. 
En mars 2009, THQ a scindé Heavy Iron Studios et Incinerator Studios en sociétés indépendantes. Il a été aussi annoncé qu'elle cherchait à vendre Big Huge Games. Deux mois plus tard, en mai 2009, THQ a accepté de vendre Big Huge Games à 38 Studios. 
En 2009, THQ rachète Midway Studios San Diego pour 200 000 dollars américains. La vente inclut tous les actifs sauf la licence du jeu vidéo TNA iMPACT!, qui revient à South Peak Interactive, et environ 40 % des employés se sont vu proposer un emploi. La plupart des anciens employés ont depuis été embauché par High Moon Studios.
En 2010, l'entreprise a annoncé des ventes nettes de 899,1 millions de dollars  (du 1er avril 2009 au 31 mars 2010), en hausse de 69 millions de dollars par rapport à l'année précédente. Cependant, les pertes nettes étaient de 9,6 millions de dollars pour les 12 mois de l'année fiscale force à licencier des salariés. 

### Restructuration et difficultés financières (2010-2012)
En février 2010, THQ a annoncé que Juice Games et Rainbow Studios feraient l'objet d'un remaniement, et porteraient désormais le nom de THQ Digital Warrington et THQ Digital Phoenix, respectivement. La fusion aurait entraîné 60 suppressions d'emplois entre le studio américain Rainbow de THQ et le studio britannique Juice Games.
En août 2010, THQ a dévoilé la uDraw GameTablet, un accessoire à 70 dollars pour la console Wii de Nintendo qui offre la possibilité aux joueurs de dessiner et de jouer sur leur écran de télévision. Ce périphérique blanc de 9 pouces sur 7 abrite une télécommande Wii sur la gauche, un bloc-notes et un stylet connecté sur la droite. THQ a déclaré que de nouveaux logiciels pour le uDraw seraient lancés tous les deux mois.
En janvier 2011, THQ a vendu sa division THQ Wireless à une entreprise (appelée 24MAS) basée en Suède qui est active sur le marché de la téléphonie mobile. 
Le 12 janvier 2011, THQ a dévoilé son nouveau logo.
En mars 2011, THQ, après la sortie de son jeu Homefront, a subi une chute de 26 % de ses actions en quelques heures. La forte baisse a été spéculée comme étant le résultat de la mauvaise réception de Homefront par les critiques.
Le 13 juin 2011, THQ a annoncé la fermeture du studio qui a développé Homefront, Kaos Studios et de THQ Digital Warrington (anciennement Juice Games).
Le 27 juillet 2011, THQ a annoncé qu'il abandonnait la franchise Red Faction. Cette décision serait due à la mauvaise réception du dernier jeu de la franchise, Red Faction : Armageddon. 
Le 9 août 2011, THQ a annoncé que l'accent sera dorénavant mis sur le développement de titres sous licence destinés aux enfants et aux films en fermant THQ Studio Australia et Blue Tongue afin de se concentrer sur une "propriété intellectuelle de haute qualité". La société a également fermé THQ Digital Phoenix (anciennement Rainbow Studios) abandonnant ainsi la franchise MX vs ATV.
En novembre 2011, un uDraw pour la plau et la Xbox 360 est sorti. La vente est un échec commercial et est considéré comme l'une des principales causes des déboires financiers qui ont fait éclater la société,.
En janvier 2012, THQ a annoncé qu'elle se retirait du secteur des jeux pour enfants sous licence pour se concentrer sur les jeux pour adultes tout en continuant à vendre les titres déjà sortis. 
En février 2012, THQ a également arrêté la tablette uDraw GameTablet.
En mai 2012, THQ a annoncé une perte nette de 239,9 millions de dollars pour l'année fiscale se terminant le 31 mars 2012. Cette perte était supérieure de 100 millions de dollars à celle de l'exercice précédent qui était de 136,1 millions de dollars. Le même mois, Jason Rubin a été nommé président de la société.
THQ a déposé un avis auprès de la SEC le 25 mai pour une réunion des actionnaires le 29 juin durant laquelle l'entreprise demandé aux actionnaires d'approuver un regroupement des actions ordinaires de la société. 
Le 4 juin 2012, THQ a annoncé un accord pour céder sa licence pour les jeux UFC à Electronic Arts. En juillet 2012, THQ a signalé que ses actionnaires avaient approuvé le regroupement de ses actions ordinaires à raison de 1 pour 10 pour éviter un retrait de la cote du NASDAQ.

### Faillite et fermeture
Le 13 novembre 2012, THQ a annoncé qu'elle n'avait pas remboursé un prêt de 50 millions de dollars accordé par Wells Fargo et qu'elle était au bord de la faillite. Le cours de son action est en chute libre passant de valeurs de début novembre frôlant les 3 dollars à 1,16 dollar en plus d'accuser un passif à long terme de 250 millions de dollars, THQ a été contraint de retarder les dates de sortie de ses titres phares Company of Heroes 2 et Metro : Last Light à mars 2013. 
Le 29 novembre 2012, THQ s'est associé à Humble Bundle pour lancer le Humble THQ Bundle dans le but de récolter davantage de fonds. 
Le 12 décembre 2012, THQ avait vendu près de 800 000 bundles, gagnant ainsi environ 5 millions de dollars ; le président de l'entreprise, Jason Rubin a également participé via un achat de 11 050 $ pour le bundle. 
Le 19 décembre 2012, quelques jours seulement après la fin du bundle Humble THQ, THQ a déposé une demande de mise en faillite en vertu du chapitre 11 avec l'intention de vendre THQ et tous ses actifs à Clearlake Capital Group tandis que la banque d'investissement Centerview Partners s'occupe de la vente,. Skip Paul, un ancien collègue de Jason Rubin, a aidé à orchestrer l'offre d'accompagnement proposée par Clearlake Capital Group.Cependant, l'offre a finalement été refusée par le juge Mary F. Walrath.  
Le 22 janvier 2013 se tient une vente aux enchères individuelle des propriétés de THQ que les créanciers ont approuvé.
Lors de cette vente aux enchères, la franchise Homefront a été acquise par Crytek (qui a ensuite été rachetée par Koch Media), Relic Entertainment et les droits de jeu vidéo de la série Warhammer 40 000 ont été vendus à Sega, et les droits d'édition d'Evolve de Turtle Rock Studios et de la série WWE ont été acquis par Take-Two Interactive. L'éditeur français Ubisoft a acquis THQ Montréal et les droits d'édition de South Park : The Stick of Truth tandis que Volition et les droits d'édition de la franchise Metro ont été acquis par Koch Media. Vigil Games et l'unité d'édition de THQ étaient toujours inclus dans le dossier du chapitre 11, bien que tous les employés liés à ces entités aient été licenciés,,. Dans un message posté sur Twitter le 23 janvier, le producteur de PlatinumGames, Atsushi Inaba a communiqué son intérêt pour l'acquisition de la franchise Darksiders de THQ.
Le 26 février, THQ annonce la vente de ses propriétés restantes - les franchises Darksiders, Homeworld, Red Faction et Destroy All Humans !, ainsi que ses propriétés sous licence et originales - dans le cadre d'une vente aux enchères approuvée par le tribunal qui se tiendrait du 1er au 15 avril, le processus devant être achevé en mai. À peu près au même moment, THQ a fermé les serveurs du remake 2012 de Nexuiz, qui avait été développé par IllFonic. 
En juin 2013, Interplay Entertainment a acquis les droits de la franchise Freespace auprès de THQ.
En avril 2013, toutes les franchises restantes de THQ, y compris le reste de ses IP originales (à l'exception de Homeworld qui a été acquis par Gearbox Software et Drawn to Life, acquis par 505 Games) et les logiciels sous licence, ont été vendues aux enchères à Nordic Games. La licence de jeu Nickelodeon a été acquise par Activision. Cette licence ayant ensuite expirée, Nickelodeon concède ses franchises sous licence à divers petits éditeurs dont Nordic.
Les créanciers ont initialement déclaré que la vente proposée de THQ devant le tribunal des faillites profitait à la direction actuelle de THQ, y compris Rubin. Le juge Walwrath a qualifié ces critiques de "théorie de la conspiration". Les créanciers ont finalement libéré la direction de THQ, y compris Rubin, de toute malversation dans le plan officiel de liquidation de la société.
La faillite et liquidation de THQ a également touché d'autres studios ; le développeur britannique Blitz Games Studios a fermé en septembre 2013 à cause de difficultés financières. Le PDG, Philip Oliver, a déclaré que la disparition de THQ, qui était un client important pour le studio, était l'un des principaux facteurs ayant contribué à la fermeture.
Le 12 juin 2014, Nordic Games a annoncé avoir acquis la marque THQ, ce qui permet au studio de publier des jeux sous le nom de THQ.
En août 2016, la société a été rebaptisée THQ Nordic dans le but de mieux s'associer à la marque historique.

### Montant des liquidations
Les différents repreneurs ont payé plus de 100 millions de dollars dépassant alors les 60 millions proposés par Clearlake pour l'acquisition globale de la compagnie.
Quelques chiffres:
- Evolve (jeu en développement chez Turtle Rock Studios) est racheté par Take-Two Interactive pour 10 894 000 $.
- Les droits pour la franchise Homefront sont acquis par Crytek pour 544 218 $.
- La franchise Metro est acquise par Koch Media pour 5 877 551 $.
- South Park : Le Bâton de la vérité  est vendu à Ubisoft pour 3 265 306 $.
- La licence WWE est récupérée par 2K Games.
- La série Darksiders est achetée par l'éditeur THQ Nordic.

## Studios

### Studios neufs
- 3DEnchers Productions PLC, basé en Suède, fondé en janvier 2014, appartenant anciennement à 38 Studios avant le relancement de THQ par Nordic.
- Lipsing Artificial & Digital Technologies, basé sur la côte ouest à Kirkland.

### Studios vendus à la suite de la faillite
- Relic Entertainment basé à Vancouver, fondé en mai 1997, acheté en mai 2004. Acquis en 2013 par Sega pour 26 600 000 dollars[61].
- THQ Studio Montreal basé à Montréal, fondé en octobre 2010, c'est le premier studio nord américain que THQ n'a pas acheté. Il est racheté par Ubisoft pour 2 500 000 $.
- Volition basé à Champaign dans l'Illinois, fondé en novembre 1996, acheté en septembre 2000. Vendu en 2013 à Koch Media pour 22 312 925 $.
- Rainbow Studios (THQ Digital Phoenix) basé à Phoenix (Arizona), fondé en 1995, et acheté en novembre 2001. Il est acquis par THQ Nordic en 2013.

### Anciens studios
- Big Huge Games basé à Lutherville-Timonium, Maryland, fondé en février 2000, acheté en janvier 2008, puis vendu à 38 Studios en mai 2009.
- Blue Tongue Entertainment basé à Melbourne en Australie, fondé en 1995, acheté en novembre 2004, fermé en août 2011.
- Concrete Games basé à Carlsbad (Californie), fondé en 2004, fermé en janvier 2008.
- Heavy Iron Studios basé à Los Angeles, fondé en 1999, n'appartient plus à THQ depuis mars 2009.
- Helixe basé à Burlington (Massachusetts), fondé en juillet 2000, fermé en novembre 2008.
- Incinerator Studios basé à Carlsbad (Californie), fondé en 2005, n'appartient plus à THQ depuis mars 2009.
- Kaos Studios basé à New York, fondé en 2006, fermé en 2011.
- Locomotive Games basé à Santa Clara (Californie), fondé sous le nom de DT Productions en 1997, then Pacific Coast Power and Light, acheté en 1999, fermé en novembre 2008.
- Mass Media basé en Californie, fondé à la fin des années 1980, acheté en 2007, fermé en novembre 2008.
- Outrage Games basé à Ann Arbor, fondé sous le nom de Outrage Entertainment en décembre 1997, acheté le 4 avril 2002, fermé en 2004[62].
- Paradigm Entertainment basé à Addison (Texas), fondé en 1998, acheté à Atari en mai 2006, fermé en novembre 2008.
- THQ Digital Phoenix basé à Phoenix (Arizona), fondé en 1996 sous le nom de Rainbow Studios, acheté en 2001, fermé en août 2011.
- Sandblast Games basé à Kirkland (Washington), fondé en août 2002 sous le nom de Cranky Pants Games, fermé en novembre 2008.
- THQ Digital Warrington basé au Royaume-Uni, fondé en 2003 sous le nom de Juice Games, acheté en 2006, fermé en 2011.
- THQ Studio Australia basé à Brisbane en Australie, fondé en janvier 2003, fermé en août 2011.
- THQ Studio San Diego basé à San Diego en Californie, acheté à Midway Games en août 2009, fermé le 4 juin 2012[63],[64].
- Universomo basé à Tampere en Finlande, fondé en 2002, acheté en mai 2007, fermé le 2 mars 2010[65].
- Vigil Games basé à Austin (Texas), fondé en 2005, acheté en 2006[66]. Aucune offre n'a été faite pour reprendre le studio à la suite de la faillite de THQ[61]. Le 28 janvier 2013, Crytek a lancé un nouveau studio appelé Crytek USA à Austin, composé de 35 anciens employés de Vigil Games[67].

## Anciennes franchises et licences
- Titan Quest
- Bob l'éponge
- Company of Heroes
- Darksiders
- De Blob
- Frontlines: Fuel of War
- Homefront
- James Bond Jr.
- Metro
- MX vs. ATV
- Red Faction
- Saints Row
- S.T.A.L.K.E.R
- Warhammer
- WWE
- Ratatouille
- Cars
- juiced
- Titres NewKidCo au Japon

## Jeux édités
- Liste complète : http://www.thq.com/fr/search/index

## Hardware
THQ lance la tablette uDraw, un périphérique qui se connecte à une manette de Wii, PlayStation 3 ou Xbox 360, livrée avec un stylet — pour pouvoir « dessiner » sur la tablette — et le jeu uDraw Studio, et qui permet de retranscrire le dessin sur l'écran de la TV. Ce périphérique est sorti sur Wii le 14 novembre 2010 et le 22 novembre 2011 sur Xbox 360 et PlayStation 3.
Le 3 février 2012, THQ annonce que les versions PlayStation 3 et Xbox 360 de son périphérique ont engendré un échec commercial considérable.
Il est notable que c'est en partie une croyance aveugle et des investissements énormes sur uDraw qui ont conduit THQ à sa faillite en décembre 2012[réf. nécessaire].

## Identité visuelle

Logo de 2000 à 2011
Logo de 2011 à 2013